# Estadi Olímpic Nilton Santos
LEstadi Olímpic Nilton Santos) un estadi situat a la ciutat de Rio de Janeiro, Brasil. És l'estadi de futbol de Botafogo,  Aquí se celebren els jocs de Copa Libertadores i Brasileirão i va ser una de les seus dels Jocs Olímpics d'Estiu de 2016.